# Telephanus schwarzi
Telephanus schwarzi es una especie de coleóptero de la familia Silvanidae.

## Distribución geográfica
Habita en Panamá y Venezuela.